# Las Vegas Film Critics Society Awards 2008
La 12ª edizione dei Las Vegas Film Critics Society Awards si è tenuta il 18 dicembre 2008, per premiare i migliori film prodotti nel 2008.

## Vincitori e candidati
I vincitori sono indicati in grassetto.
Miglior attore (Best Actor)
- Frank Langella - Frost/Nixon - Il duello (Frost/Nixon)

Migliore attrice (Best Actress)
- Kate Winslet - Revolutionary Road (Revolutionary Road) e The Reader - A voce alta (The Reader)

Miglior attore non protagonista (Best Supporting Actor)
- Heath Ledger - Il cavaliere oscuro (The Dark Knight), assegnazione postuma.

Migliore attrice non protagonista (Best Supporting Actress)
- Marisa Tomei - The Wrestler (The Wrestler)

Miglior regista (Best Director)
- Ron Howard - Frost/Nixon - Il duello (Frost/Nixon)

Miglior scenografia (Best Art Direction)
- Il curioso caso di Benjamin Button (The Curious Case of Benjamin Button), regia di David Fincher

Migliore fotografia (Best Cinematography
- Claudio Miranda - Il curioso caso di Benjamin Button (The Curious Case of Benjamin Button)

Miglior montaggio (Best Editing)
- Daniel P. Hanley e Mike Hill - Frost/Nixon - Il duello (Frost/Nixon)

Migliori effetti speciali (Best Visual Effects)
- Iron Man (Iron Man), regia di Jon Favreau

Miglior canzone (Best Song)
- Another Way to Die - Quantum of Solace (Quantum of Solace)

Miglior colonna sonora (Best Score)
- James Newton Howard - Defiance - I giorni del coraggio (Defiance)

Miglior film documentario (Best Documentary Feature)
- Man on Wire (Man on Wire), regia di James Marsh e Simon Chinn

Miglior film in lingua straniera (Best Foreign Language Film)
- Mongol (Mongol), regia di Sergej Bodrov

Miglior DVD (Best DVD)
- Casablanca (Casablanca), regia di Michael Curtiz, per l'85º anniversario dell'edizione (Warner Home Entertainment)

Gioventù nei film (Youth in Film)
- David Kross - The Reader - A voce alta (The Reader)

Miglior film per la famiglia (Best Family Film)
- Spiderwick - Le cronache (The Spiderwick Chronicles), regia di Mark Waters

Miglior film d'animazione
- WALL•E (WALL•E), regia di Andrew Stanton

Lifetime Achievement Award
- Frank Langella